# Ashlynn Smith
Pour les articles homonymes, voir Smith.
Pas d'image ? Cliquez ici

a Compétitions nationales et continentales officielles uniquement.

b Matchs officiels uniquement.
Dernière mise à jour le 1 mai 2025.
Ashlynn Smith, née à Victoria (Canada), est une joueuse internationale canadienne de rugby à XV évoluant au poste de deuxième ligne. Elle joue en France au Rugby Club Toulon Provence Méditerranée.

## Biographie
Formée à Abbotsford (Colombie britannique), Ashlynn Smith joue au rugby à XV au club de l'Université de Calgary.
Durant l'été 2023, elle est convoquée avec la pré-sélection canadienne qui prépare la Pacific Four Series. À l'automne, elle est à nouveau sélectionnée avec l'équipe du Canada pour participer au WXV en Nouvelle-Zélande, où elle obtient sa première cape contre le pays de Galles.
À l'occasion de la Pacific Four Series 2024, elle fait partie des joueuses réservistes. Elle fait partie du groupe des Canada Selects qui part en tournée en Espagne au mois de juin.
À partir de la saison 2024-2025, elle rejoint la France et le club du Rugby Club Toulon Provence Méditerranée évoluant en Championnat de France de 2e division.